# 콜로라도 로키스 (NHL)
콜로라도 로키스(Colorado Rockies)는 1976년부터 1982년까지 콜로라도주 덴버를 연고지로 하는 NHL 클래런스 켐벨 콘퍼런스 스미드 디비전 소속 아이스 하키팀이다.
1982년 연고지를 뉴저지주 이스트러더퍼드로 이전하면서 뉴저지 데블스로 변경되었다.

## 역대 홈경기장
| 경기장                 | 사용기간      | 수용인원 | 장소            | 비고 |
| ---------------------- | ------------- | -------- | --------------- | ---- |
| 콜로라도 로키스        |               |          |                 |      |
| 맥니콜스 스포츠 아레나 | 1976년~1982년 | 16,061명 | 콜로라도주 덴버 | 빈칸 |